# 名古屋市立扇台中学校
名古屋市立扇台中学校（なごやしりつおうぎだいちゅうがっこう）は、愛知県名古屋市緑区徳重にある公立中学校。

## 概要
1978年（昭和53年）4月、名古屋市立鳴海中学校の分校として設立された。翌年に校名を「扇台中学校」と改めて、この年を創立としている。名古屋市において緑区は中川区とともに人口の増加が著しく、かつては生徒数が1,000名を越える年も少なくなかったが、1993年（平成5年）には名古屋市立鎌倉台中学校が、2004年（平成16年）には名古屋市立神の倉中学校が本校から分離・開校。近年の生徒数は3桁で推移している。

## 生徒数の変遷
『愛知県小中学校誌』（2018年）によると、生徒数の変遷は以下の通りである。
| 1979年（昭和54年） | 743人  |  |
| 1987年（昭和62年） | 1053人 |  |
| 1997年（平成9年）  | 1067人 |  |
| 2007年（平成19年） | 793人  |  |
| 2017年（平成29年） | 685人  |  |

## 校訓
校訓は「つよく さとく あたたかく」である。
また、意味は以下の通りである。
- つ　よ　く ：心理を追求し、何事にもくじけない心身の育成
- さ　と　く ：物事を適切に判断し、課題を解決する力の育成
- あたたかく ：自然を大切にし、人を思いやる心の育成

## 部活動
部活動は、任意である。仮入部期間は、4月下旬の一週間。（時期により、多少変動あり）

### 体育・運動部
- 野球（男子）
- バレーボール（女子）
- ソフトテニス（女子）
- 卓球（男子）
- バスケットボール（男子・女子）
- 陸上競技（男子・女子）
- ハンドボール（男子・女子）
- サッカー（男子）
- 柔道（男子・女子）

### 文化部
- 合唱（男子・女子）
- 美術（男子・女子）
- 園芸（男子・女子）

## 著名な出身者
- 大島洋平（プロ野球選手：中日ドラゴンズ）
- 柳沢彩美（中部日本放送アナウンサー）
- 河原崎辰也（ミュージシャン）
- 水波綾（プロレスラー）
- 清水茜里（バレーボール選手：ヴィクトリーナ姫路）
- 青木マッチョ（お笑い芸人）

## 交通・アクセス

### 鉄道
- 名古屋市営地下鉄桜通線 徳重駅より徒歩約6分

### バス
- 名古屋市営バス 徳重西より徒歩約5分
- 名古屋市営バス 緑文化小劇場より徒歩約6分

### WEB
1. 1 2 3  “学校の沿革”.   名古屋市立扇台中学校 (2016年6月10日). 2016年10月20日閲覧。
2. ↑  “平成27年国勢調査 名古屋市の速報集計”.   名古屋市 (2016年3月9日). 2016年10月20日閲覧。
3. ↑  “学級数・生徒数の推移”. 2010年8月23日時点のオリジナルよりアーカイブ。2011年4月4日閲覧。

### 文献
1. ↑  六三制教育七十周年記念 愛知県小中学校誌 合同記念誌編集特別委員会 2018, p. 278.